# Carlo Spatocco
Carlo Spatocco (Chieti, 31 mai 1883 - Kuźnica Żelichowska, 28 janvier 1945) est un général italien qui, pendant la Seconde Guerre mondiale, a été commandant de la 63e' division d'infanterie "Cirene", puis des XXIe et IVe corps d'armée. Fait prisonnier en Albanie après la proclamation de l'armistice le 8 septembre 1943 (armistice de Cassibile), il est déporté en Pologne et emprisonné dans le camp de concentration "64Z Schokken". En janvier 1945, il est évacué de Shokken avec plusieurs officiers italiens de haut rang à la suite de l'avancée de l'Armée rouge sur la Vistule, et est assassiné à Kuźnica Żelichowska le 28 janvier 1945 par un soldat SS.

## Biographie
Né à Chieti le 31 mai 1883, fils de Francesco, il s'engage dans l'armée royale et participe à la guerre italo-turque avec le grade de lieutenant (tenente). Il a participé à la bataille de Zanzur le 8 juin 1912 et a été décoré de la médaille de bronze de la valeur militaire. Il a combattu pendant la Première Guerre mondiale, se distinguant en octobre 1916 à Veliki Kribak, et étant à nouveau décoré de la médaille de bronze de la valeur militaire. Après la guerre, il a commandé le 17e régiment d'infanterie "Acqui" avec le grade de colonel (colonnello).
Promu général de brigade le 16 juin 1936, il prend le commandement de la brigade d'infanterie "Sila". L'année suivante, il est affecté brièvement, en tant que directeur administratif, au bureau du personnel du ministère de la Guerre à Rome. Promu général de division (generale di divisione) le 1er septembre 1937, il prend le commandement de la 63e division d'infanterie " Cyrène ", stationnée en Afrique du Nord, qu'il conserve jusqu'au 19 septembre 1940, date à laquelle il est remplacé par le général Alessandro de Guidi, alors qu'il prend brièvement le commandement du XXIe corps d'armée. Le 29 novembre suivant, il prend le commandement du IVe corps d'armée stationné en Albanie, succédant au général Camillo Mercalli.
À la date de l'armistice du 8 septembre 1943, le corps d'armée sous son commandement, opérant dans le cadre de la 9e armée du général Renzo Dalmazzo, était déployé en Albanie, avec un quartier général à Durrës, et se composait de la division d'infanterie "Perugia" (général Ernesto Chiminello), de la division d'infanterie "Parma" (général Enrico Lugli) et de la division motorisée "Brennero" (général Aldo Princivalle) et de diverses unités plus petites.
Le 21 septembre, il est fait prisonnier par les Allemands et transféré d'abord en Allemagne, puis au camp de concentration 64Z de Schokken (aujourd'hui Skoki) en Pologne,. Au cours des étapes de l'avancée de l'Armée rouge sur la Vistule, au début de 1945, le haut commandement de la Wehrmacht décide d'évacuer les camps de concentration des prisonniers de guerre italiens, les transférant par étapes forcées à Luckenwalde, une localité située au sud de Berlin. Épuisé par une longue marche,  il est tué par un soldat SS le 28 janvier 1945.
Décoré de la médaille d'argent de la valeur militaire en sa mémoire à titre posthume, une rue de Chieti porte son nom.

## Décorations
- Chevalier de l'Ordre militaire de Savoie
- Arrêté royal du 28 août 1936
 -Médaille d'argent de la valeur militaire
- Au cours d'une marche épuisante, effectuée dans des conditions désastreuses en raison de la difficulté du ravitaillement et du mauvais temps, ordonnée par le commandement allemand pour le sauver, lui et d'autres généraux italiens, de l'avancée russe, bien qu'affaibli par plus d'un an de détention dure et épuisé par la fatigue, il réussit à s'échapper. En pays hostile, reconnu par la population, il est capturé et remis aux SS. Il reprend la marche et tombe d'épuisement en cours de route, et est massacré de façon barbare. Shelkiov, 28 janvier 1945.
- Arrêté royal du 9 mai 1946.
 -Médaille d'argent de la valeur militaire
- En tant que commandant de compagnie, il a dirigé la compagnie avec compétence, dynamisme et audace, tant dans la ligne de feu qu'à l'assaut des tranchées ennemies, faisant preuve de calme, de sérénité d'esprit et de courage personnel. Zanzur, 8 juin 1912.
 -Médaille de bronze de la valeur militaire
- En tant que commandant d'une division, chargé de reprendre le contact avec des unités très avancées, il s'est acquitté de la tâche qui lui était confiée avec habileté et témérité. Veliki Kribak, 10-11 octobre 1916.

## Source
- (it) Cet article est partiellement ou en totalité issu de l’article de Wikipédia en italien intitulé « Carlo Spatocco » (voir la liste des auteurs).